# Fontenay-le-Comte
Fontenay-le-Comte là một xã trong vùng hành chính Pays de la Loire, thuộc tỉnh Vendée, quận Fontenay-le-Comte, tổng Fontenay-le-Comte. Tọa độ địa lý của xã là 46° 28' vĩ độ bắc, 00° 48' kinh độ đông. Fontenay-le-Comte nằm trên độ cao trung bình là 24 mét trên mực nước biển, có điểm thấp nhất là 2 mét và điểm cao nhất là 68 mét. Xã có diện tích 34,05 km², dân số vào thời điểm 1999 là 13.792 người; mật độ dân số là 405 người/km².

## Thông tin nhân khẩu
| 1962   | 1968   | 1975   | 1982   | 1990   | 1999   |
| ------ | ------ | ------ | ------ | ------ | ------ |
| 11 520 | 12 939 | 15 275 | 15 295 | 14 456 | 13 792 |

## Các thành phố kết nghĩa
- Krotoszyn, Ba Lan
- Diosig, România
- Gaoua, Burkina Faso
- Crevillent, Tây Ban Nha

## Nhân vật nổi tiếng
- François Rabelais
- Nicolas Rapin
- François Viète
- André Tiraqueau
- Pierre Brissot
- Michel Crépeau
- Augustin Daniel Belliard

## Địa điểm tham quan
- Nhà thờ Notre-Dame et Saint-Jean
- Hôtel de la Sénéchaussée (1595)
- Lâu đài Terre Neuve
- Musée de Fontenay